# Sindaci di Asti
Di seguito l'elenco cronologico dei sindaci di Asti e delle altre figure apicali equivalenti che si sono succedute nel corso della storia.

## Ducato di Savoia (1416-1720)
| Periodo | Periodo | Primo cittadino                  | Partito | Carica | Note |
| ------- | ------- | -------------------------------- | ------- | ------ | ---- |
| 1590    |         | Massimiliano Rovero              |         | ?      | -    |
| 1616    |         | Cesare Antonio Poncino           |         | ?      | -    |
| 1621    |         | Alessandro Cacherano             |         | ?      | -    |
| 1639    |         | Giovanni Battista Alfieri Bianco |         | ?      | -    |
| 1698    |         | Manfredo Cagna                   |         | ?      | -    |
| 1708    |         | Domenico Zappata                 |         | ?      | -    |

## Regno di Sardegna (1720-1861)
| Periodo | Periodo | Primo cittadino                 | Partito | Carica  | Note |
| ------- | ------- | ------------------------------- | ------- | ------- | ---- |
| 1726    | 1730    | Benedetto Alfieri               |         | Sindaco | -    |
| 1753    |         | Falletti Cassasco di Villafalet |         | Sindaco | -    |
| 1801    | ?       | Raimondo Pelletta               |         | Maire   | -    |
|         |         | Costantino Chiabrera            |         | Maire   | -    |
| ?       | 1814    | Carlo Gabuti di Bestagno        |         | Maire   | -    |
| 1814    | ?       | Filippo Massa                   |         | Sindaco | -    |
|         |         | Giuseppe Mussi                  |         | Sindaco | -    |
|         |         | Giacinto Pallieri               |         | Sindaco | -    |
| ?       | 1829    | Paolo Mazzetti di Frinco        |         | Sindaco | -    |
| 1830    |         | Giuseppe Taglietti              |         | Sindaco | -    |
| 1831    | 1834    | Giuseppe Valpreda               |         | Sindaco | -    |
| 1835    | 1839    | Vincenzo Fasolis                |         | Sindaco | -    |
| 1840    | 1843    | Vittorio Alessio                |         | Sindaco | -    |
| 1844    | 1846    | Giacinto Rolando                |         | Sindaco | -    |
| 1847    | 1848    | Ignazio Berruti                 |         | Sindaco | -    |
| 1849    | 1850    | Pietro Aubert                   |         | Sindaco | -    |
| 1851    |         | G.Battista Mussi                |         | Sindaco | -    |
| 1852    | 1854    | Giacinto Giovanelli             |         | Sindaco | -    |
| 1855    |         | Felice Pia                      |         | Sindaco | -    |
| 1856    |         | Pietro Aubert                   |         | Sindaco | -    |
| 1857    |         | Ignazio Berruti                 |         | Sindaco | -    |
| 1858    | 1861    | Giovanni Matteo Palmiero        |         | Sindaco | -    |

## Regno d'Italia (1861-1946)
Sindaci nominati dal governo (1861-1889)
| Periodo | Periodo | Primo cittadino          | Partito | Carica     | Note |
| ------- | ------- | ------------------------ | ------- | ---------- | ---- |
| 1861    | 1865    | Giovanni Matteo Palmiero |         | Sindaco    | -    |
| 1866    | 1869    | Carlo Borgnini           |         | Sindaco    | -    |
| ?       | 1877    | Giuseppe Bosia           |         | Sindaco    | -    |
| 1878    | 1882    | Giovanni Pittarelli      |         | Sindaco    | -    |
| 1883    |         | Giovanni Savina          |         | Sindaco    | -    |
| 1884    | 1885    | Cosma Badino             |         | Sindaco    | -    |
| 1886    |         | Vincenzo Adorni          |         | Prosindaco | -    |
| 1887    | 1889    | Carlo Garbiglia          |         | Sindaco    | -    |

Sindaci eletti dal Consiglio comunale (1889-1926)
| Periodo | Periodo | Primo cittadino    | Partito | Carica                  | Note |
| ------- | ------- | ------------------ | ------- | ----------------------- | ---- |
| 1889    | 1898    | Carlo Garbiglia    |         | Sindaco                 | -    |
| 1898    | 1900    | Pompilio Grandi    |         | Sindaco                 | -    |
| 1900    | 1904    | Giuseppe Bocca     |         | Sindaco                 | -    |
| 1904    | 1906    | Giuseppe Cagna     |         | Sindaco                 | -    |
| 1906    | 1910    | Giuseppe Bocca     |         | Sindaco                 | -    |
| 1910    |         | Adolfo Dellavalle  |         | Commissario prefettizio | -    |
| 1910    | 1911    | Bartolomeo Bottino |         | Sindaco                 | -    |
| 1911    | 1913    | Giuseppe Bocca     |         | Sindaco                 | -    |
| 1913    | 1920    | Annibale Vigna     |         | Sindaco                 | -    |
| 1920    | 1922    | Benedetto Viale    |         | Sindaco                 | -    |

Podestà nominati dal governo (1926-1945)
| Periodo       | Periodo | Primo cittadino    | Partito                    | Carica  | Note |
| ------------- | ------- | ------------------ | -------------------------- | ------- | ---- |
| 1927          | 1928    | Guido Mancini      | Partito Nazionale Fascista | Podestà | -    |
| 1929          | 1935    | Vincenzo Buronzo   | Partito Nazionale Fascista | Podestà | -    |
| 1935          | ?       | Domenico Molino    | Partito Nazionale Fascista | Podestà | -    |
| novembre 1944 | 1945    | Luigi Franceschini | Partito Nazionale Fascista | Podestà | -    |

Sindaci del periodo costituzionale transitorio (1945-1946)
| Periodo | Periodo | Primo cittadino | Partito                    | Carica  | Note  |
| ------- | ------- | --------------- | -------------------------- | ------- | ----- |
| 1945    | 1946    | Felice Platone  | Partito Comunista Italiano | Sindaco | [ 1 ] |

## Repubblica Italiana (dal 1946)
| Sindaci eletti dal Consiglio comunale (1946-1994)    | Sindaci eletti dal Consiglio comunale (1946-1994) | Sindaci eletti dal Consiglio comunale (1946-1994) | Sindaci eletti dal Consiglio comunale (1946-1994) | Sindaci eletti dal Consiglio comunale (1946-1994) | Sindaci eletti dal Consiglio comunale (1946-1994) | Sindaci eletti dal Consiglio comunale (1946-1994) | Sindaci eletti dal Consiglio comunale (1946-1994) | Sindaci eletti dal Consiglio comunale (1946-1994) |
| Nominativo                                           | Nominativo                                        | Partito                                           | Partito                                           | Partito                                           | Partito                                           | Mandato                                           | Mandato                                           | Elezione                                          |
| Nominativo                                           | Nominativo                                        | Partito                                           | Partito                                           | Partito                                           | Partito                                           | Inizio                                            | Fine                                              | Elezione                                          |
| ---------------------------------------------------- | ------------------------------------------------- | ------------------------------------------------- | ------------------------------------------------- | ------------------------------------------------- | ------------------------------------------------- | ------------------------------------------------- | ------------------------------------------------- | ------------------------------------------------- |
|                                                      | Felice Platone                                    |                                                   | Partito Comunista Italiano                        | Partito Comunista Italiano                        | Partito Comunista Italiano                        | 1946                                              | 1951                                              | Elezione 1946                                     |
|                                                      | Giovanni Viale                                    |                                                   | Democrazia Cristiana                              | Democrazia Cristiana                              | Democrazia Cristiana                              | 1951                                              | 1956                                              | Elezione 1951                                     |
| 1956                                                 | Giovanni Viale                                    | 1960                                              | Democrazia Cristiana                              | Democrazia Cristiana                              | Democrazia Cristiana                              | Elezione 1956                                     |                                                   |                                                   |
|                                                      | Giovanni Giraudi                                  |                                                   | Democrazia Cristiana                              | Democrazia Cristiana                              | Democrazia Cristiana                              | 1960                                              | 1964                                              | Elezione 1960                                     |
| 1964                                                 | Giovanni Giraudi                                  | 1967                                              | Democrazia Cristiana                              | Democrazia Cristiana                              | Democrazia Cristiana                              | Elezione 1964                                     |                                                   |                                                   |
|                                                      | Cesare Marchia                                    |                                                   | Democrazia Cristiana                              | Democrazia Cristiana                              | Democrazia Cristiana                              | Elezione 1964                                     | 1967                                              | 1970                                              |
| 1970                                                 | Cesare Marchia                                    | 1971                                              | Democrazia Cristiana                              | Democrazia Cristiana                              | Democrazia Cristiana                              | Elezione 1970                                     |                                                   |                                                   |
|                                                      | Guglielmo Berzano                                 |                                                   | Democrazia Cristiana                              | Democrazia Cristiana                              | Democrazia Cristiana                              | Elezione 1970                                     | 1971                                              | 1975                                              |
|                                                      | Gian Piero Vigna                                  |                                                   | Partito Socialista Democratico Italiano           | Partito Socialista Democratico Italiano           | Partito Socialista Democratico Italiano           | 1975                                              | 1980                                              | Elezione 1975                                     |
| 1980                                                 | Gian Piero Vigna                                  | 1982                                              | Partito Socialista Democratico Italiano           | Partito Socialista Democratico Italiano           | Partito Socialista Democratico Italiano           | Elezione 1980                                     |                                                   |                                                   |
|                                                      | Guglielmo Pasta                                   |                                                   | Partito Liberale Italiano                         | Partito Liberale Italiano                         | Partito Liberale Italiano                         | Elezione 1980                                     | 1982                                              | 1983                                              |
|                                                      | Gian Piero Vigna                                  |                                                   | Partito Socialista Democratico Italiano           | Partito Socialista Democratico Italiano           | Partito Socialista Democratico Italiano           | Elezione 1980                                     | 1983                                              | 1985                                              |
|                                                      | Giorgio Galvagno                                  |                                                   | Partito Socialista Italiano                       | Partito Socialista Italiano                       | Partito Socialista Italiano                       | 30 luglio 1985                                    | 12 luglio 1990                                    | Elezione 1985                                     |
| 12 luglio 1990                                       | Giorgio Galvagno                                  | 5 novembre 1993                                   | Partito Socialista Italiano                       | Partito Socialista Italiano                       | Partito Socialista Italiano                       | Elezione 1990                                     |                                                   |                                                   |
|                                                      | Elio Priore (Commissario prefettizio)             | –                                                 | –                                                 | –                                                 | –                                                 | 5 gennaio 1994                                    | 27 giugno 1994                                    | –                                                 |
| Sindaci eletti direttamente dai cittadini (dal 1994) |                                                   |                                                   |                                                   |                                                   |                                                   |                                                   |                                                   |                                                   |
| Nominativo                                           | Nominativo                                        | Partito                                           | Partito                                           | Coalizione                                        | Coalizione                                        | Mandato                                           | Mandato                                           | Elezione                                          |
| Nominativo                                           | Nominativo                                        | Partito                                           | Partito                                           | Coalizione                                        | Coalizione                                        | Inizio                                            | Fine                                              | Elezione                                          |
|                                                      | Alberto Bianchino                                 |                                                   | Partito Democratico della Sinistra                |                                                   | PDS-PRC-L. civiche                                | 27 giugno 1994                                    | 7 giugno 1998                                     | Elezione 1994                                     |
|                                                      | Luigi Florio                                      |                                                   | Forza Italia                                      |                                                   | FI-AN-CCD-CDU                                     | 7 giugno 1998                                     | 11 giugno 2002                                    | Elezione 1998                                     |
|                                                      | Vittorio Voglino                                  |                                                   | Democrazia è Libertà - La Margherita              |                                                   | DS-DL-PdCI                                        | 11 giugno 2002                                    | 12 giugno 2007                                    | Elezione 2002                                     |
|                                                      | Giorgio Galvagno                                  |                                                   | Forza Italia                                      |                                                   | FI-AN-LN-DCA-L. civiche                           | 12 giugno 2007                                    | 22 maggio 2012                                    | Elezione 2007                                     |
|                                                      | Fabrizio Brignolo                                 |                                                   | Partito Democratico                               |                                                   | PD-MOD-IdV-SEL                                    | 22 maggio 2012                                    | 27 giugno 2017                                    | Elezione 2012                                     |
|                                                      | Maurizio Rasero                                   |                                                   | Forza Italia                                      |                                                   | FdI-FI-LN-L. civiche                              | 27 giugno 2017                                    | 18 giugno 2022                                    | Elezione 2017                                     |
|                                                      | Maurizio Rasero                                   | FI-FdI-Lega-L. civiche                            | Forza Italia                                      | 18 giugno 2022                                    | in carica                                         | Elezione 2022                                     |                                                   |                                                   |